# قائمة شعارات القوات المسلحة (مصر)

## القائمة
| المنشأة                 | الشعار                    |
| ----------------------- | ------------------------- |
| القوات المسلحة          | النصر أو الشهادة.         |
| القوات البحرية          | شرف، علم، فداء.           |
| قوات الدفاع الجوي       | إيمان، عزم، مجد.          |
| القوات الجوية           | إلى العلا، في سبيل المجد. |
| قوات الصاعقة            | تضحية، فداء، مجد.         |
| قوات المظلات            | قوة، عزيمة، إيمان.        |
| قوات حرس الحدود         | أمانة، شرف، تضحية.        |
| المخابرات الحربية       | أمانة، حكمة، يقظة.        |
| سلاح المشاة             | قوة، عزم، نصر.            |
| سلاح المدفعية           | مجد، فخر، شرف.            |
| سلاح الإشارة            | دقة، سرعة، أمان.          |
| كلية القادة والأركان    | حكمة، قيادة، يقظة.        |
| الكلية الحربية          | واجب، شرف، وطن.           |
| الكلية الجوية           | إيمان، تضحية، مجد.        |
| الكلية البحرية          | شرف، علم، فداء.           |
| الكلية الفنية           | إيمان، علم، عمل.          |
| كلية الدفاع الجوي       | إيمان، عزم، مجد.          |
| كلية الضباط الاحتياط    | إيمان، وطن، تضحية.        |
| المعهد الفني            | إيمان، عمل، تضحية.        |
| معهد ضباط الصف المعلمين | إيمان، عزم، فداء.         |
| معهد الدفاع الجوي       | إيمان، عزم، مجد           |